# Eriocaulon taishanense
Eriocaulon taishanense är en gräsväxtart som beskrevs av F.Z.Li. Eriocaulon taishanense ingår i släktet Eriocaulon och familjen Eriocaulaceae. Inga underarter finns listade i Catalogue of Life.